# ديزموند ستيوارت
ديزموند ستيوارت (بالإنجليزية: Desmond Stewart)‏ هو سياسي بريطاني، ولد في 1949.